# Lac Tolo
Le lac Tolo est un lac de l'Idaho, aux États-Unis, situé dans le comté d'Idaho.

## Toponymie
Le lac Tolo est nommé d'après une femme Nez-Percé nommée Tulekats Chikchamit qui prévint les mineurs de Florence (en) du soulèvement des Nez-Percés en 1877. Le nom Tulekats fut déformé en Tule puis Tolo par les colons.